# Endimione
Endimione (in greco antico: Ἐνδυμίων?, Endymíōn) è un personaggio della mitologia greca, figlio di Etlio e di Calice.

## Genealogia
Sposò la naiade Ifianassa da cui ebbe Etolo, Peone ed Epeo ed una figlia di nome Euricida.

Secondo Pausania il nome della moglie era diverso e poteva essere Asterodia, oppure Cromia figlia di Itono, od anche Iperippe figlia di Arcade.

## Mitologia

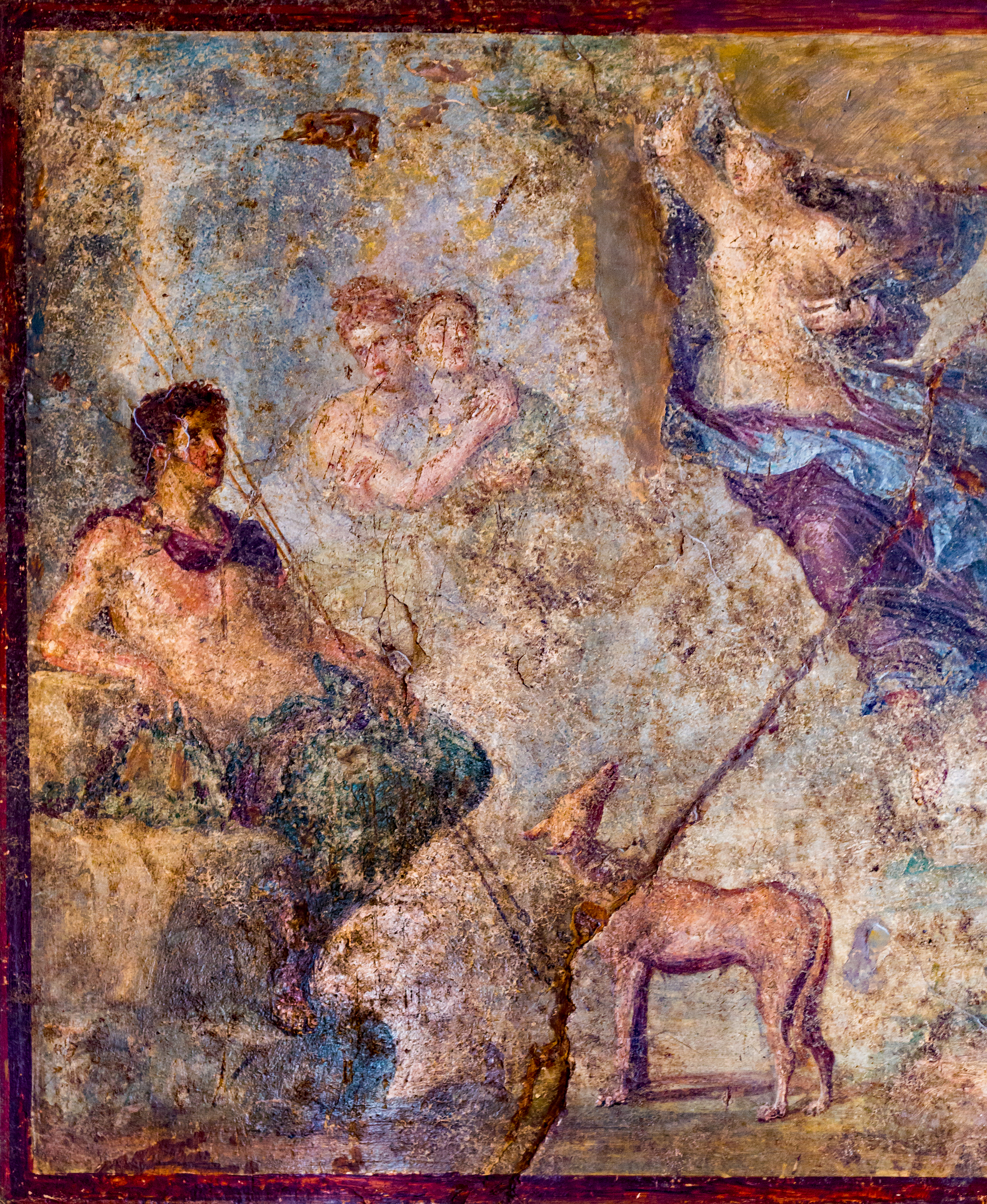
Selene ed Endimione. Antico affresco di Pompei.

Le storie che lo riguardano sono discordanti a seconda delle regioni da cui provengono; in alcune egli è un pastore o cacciatore della tribù degli Eoli, mentre in altre è un giovane principe che si diceva vivesse ad Elis o nella zona circostante dell'Elide, ma fu anche venerato sul Monte Latmo in Caria - sulla costa più occidentale dell'Asia Minore - ove s'affermò da parte dei cittadini di Eraclea al Latmo potesse trovarsi il luogo del suo sonno senza fine. Altri infine dicono sia stato sepolto ad Olimpia in Peloponneso.
Una fonte più tarda lo considera uno studioso di astronomia; Plinio il Vecchio cita Endimione come esser stato il primo uomo ad osservare con estrema attenzione le fasi lunari, origine simbolica del proprio amore. Nel suo ruolo assunto nel mito di amante di Selene, la divinità lunare greca arcaica, questa professione fornisce una qualche giustificazione al racconto che lo vuole trascorrere tutto il suo tempo sotto lo sguardo della Dea personificazione della Luna.

## Versioni del mito

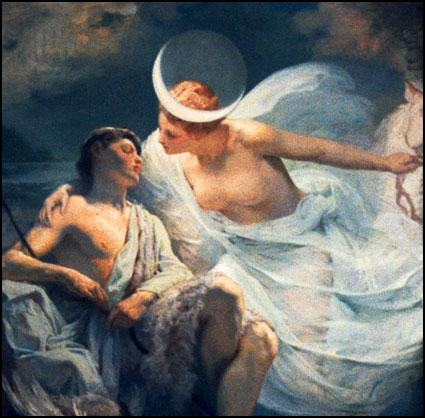
Selene ed Endimione di Albert Aublet

Apollonio Rodio è solo uno dei tanti poeti a narrare di come Selene fosse perdutamente innamorata di questo bellissimo mortale, tanto che giunse fino al punto di chiedere al padre degli Dèi di concedergli un'eterna giovinezza di modo che lei non sarebbe mai stata costretta a smettere d'amarlo; un'alternativa vuole invece che, mentre lo osservava con commossa ammirazione mentre egli dormiva inconsapevole all'interno di una grotta nei pressi della città di Mileto, Selene pregò ardentemente Zeus di mantenerlo eternamente in quello stato.
Come che sia, in entrambi i casi il desiderio venne esaudito e Endimione sprofondò in un sonno ed una giovinezza eterna. Ogni notte Selene scendeva dall'alto dei cieli per fargli visita, là ove egli continuava a dormire; le cinquanta figlie che si attribuiscono loro vengono da alcuni studiosi equiparate ai 50 mesi che debbono trascorrere da un'edizione dei giochi olimpici antichi all'altra.
Secondo un passaggio del Deipnosophistai di Ateneo di Naucrati, l'esponente della sofistica nonché poeta di ditirambi Licinnio di Chio racconta invece una storia differente, in cui fu Hypnos, il dio del sonno, a rimanere affascinato oltre ogni dire dalla sublime bellezza del giovane uomo: gli donò così la facoltà di "dormire ad occhi aperti", così da permettere al dio di poter ammirare a pieno il suo volto.

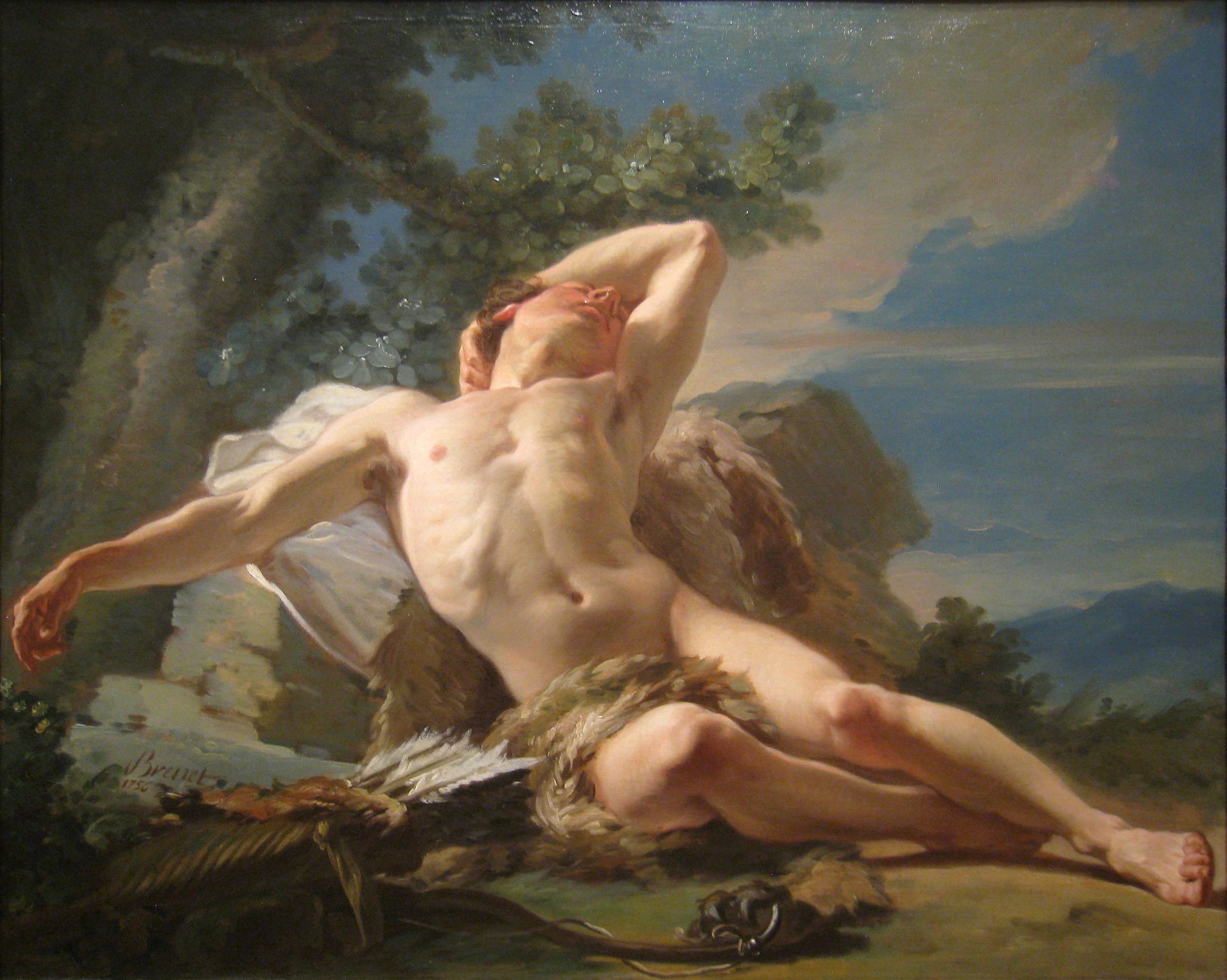
Sonno di Endimione (1756), di Nicolas Guy Brenet.

La Biblioteca dello Pseudo-Apollodoro scrive che la ninfa Calice ed il re Etlio ebbero un figlio di nome Endimione il quale guidò in seguito la popolazione degli Eoli dalla Tessaglia in direzione sud fino a fondare Elis; ma altri giungono ad affermare fosse in realtà uno degli innumerevoli figli di Zeus. Era d'insuperabile bellezza e capitò che anche la Luna s'innamorò di lui.

Zeus gli permise di scegliere la sua sorte e lui volle poter dormire per sempre, immortale e senza età.
Si dice anche che Endimione avesse avuto da Ifianassa, una naiade, un figlio di nome Etolo il quale uccise il figlio di Foroneo, Apis, trovandosi in tal modo obbligato a fuggire fino al paese ove risiedevano i Cureti - tra l'Acheloo e il golfo di Corinto - e qui uccise i suoi ospiti Doro, Laodoco e Polipete, i figli di Apollo e Pizia, dando infine al paese il nome di Etolia.
Pausania, che descrive la storia antica degli Elei nella sua Periegesi della Grecia, indica Endimione come colui che aveva deposto il precedente re di Olimpia Climeno, asserendo vi fosse anche conservata una sua statua nel "tesoro di Metaponto".

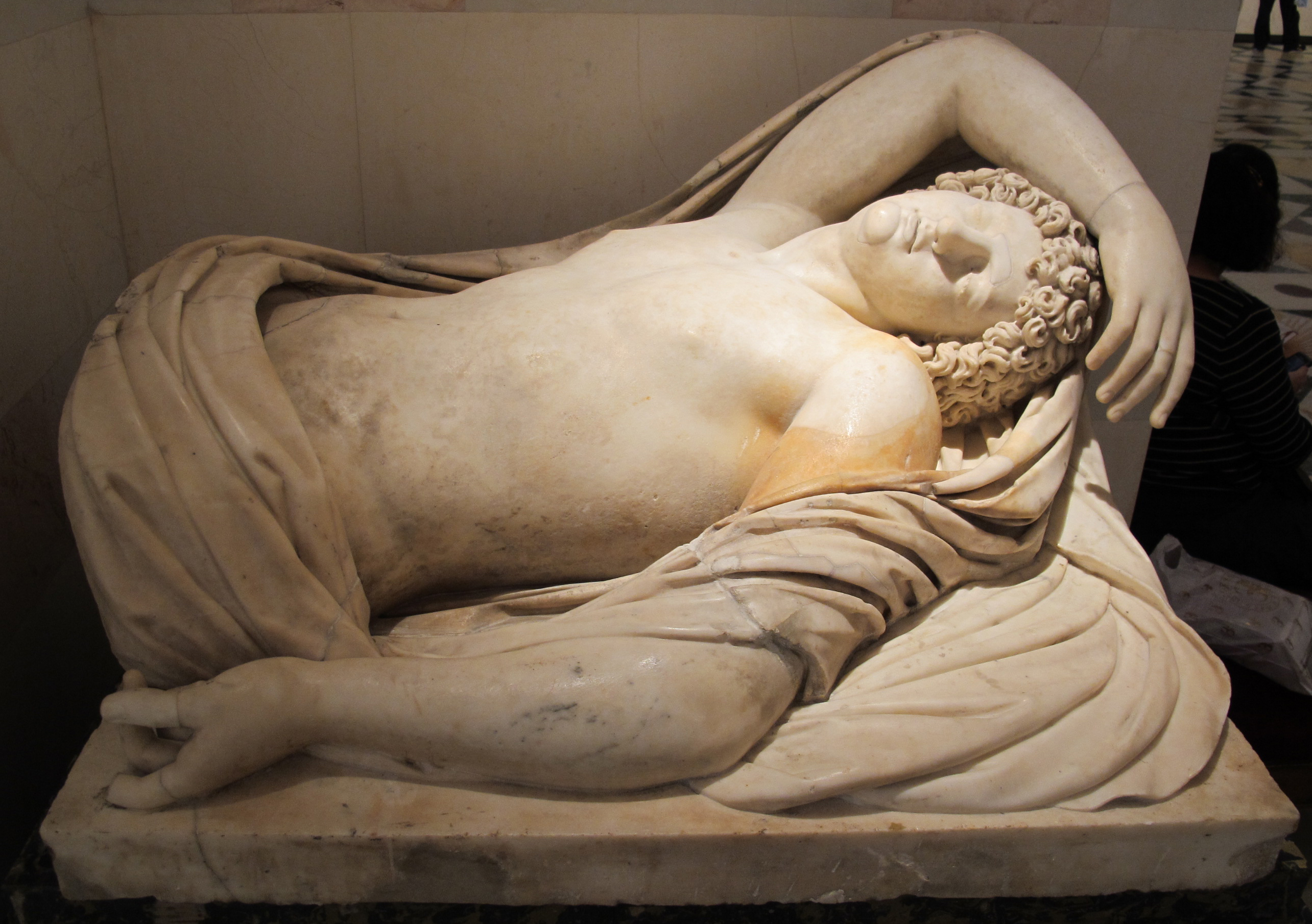
Endimione dormiente, frammento di un gruppo con Selene, copia romana da originale greco del II sec.

Properzio (Elegie Libro 2, el. 15), Cicerone nelle sue Tusculanae disputationes (Libro 1) e Teocrito discutono ampiamente il mito di Endimione, ma ribadiscono le opinioni già esistenti senza aggiungervi nulla di veramente nuovo. Le circostanze della sua vita e morte sono state poi ampliate e rimaneggiate nel corso dell'era moderna da autori come Henry Wadsworth Longfellow e John Keats, quest'ultimo nel suo poema narrativo del 1818 intitolato per l'appunto Endymion.
Meleagro di Gadara, autore di alcuni fra i più begli epigrammi contenuti nell'Antologia Palatina, cita Endimione in un suo componimento, più precisamente il numero 165 del libro V, quando, chiedendo aiuto alla notte, auspica che il nuovo e sconosciuto amante della sua amata Eliodora venga colpito dallo stesso sonno eterno del giovane, così da rimanere «inerte sul suo seno».
Altre fonti ancora parlano di un amore segreto e proibito niente meno che con Era, la regina degli Olimpi; una volta scoperto da Zeus, venne maledetto. Il giovane venne costretto a 50 anni di sonno continuo dal re degli dei, anche se nella Biblioteca (1.7.5) è - come s'è visto - lui stesso a chiedere il dono di non dover affrontare la vecchiaia. Una variante invece sostiene che il giovane fu costretto da Zeus a dormire per trent'anni in una caverna sul monte Latmo senza mai svegliarsi, come punizione per aver cercato di insidiare Era. Secondo tale versione del mito la dea Artemide scoprì Endimione dormiente, e incantata dalla sua bellezza si recava ogni notte a guardarlo.
(da scoli ad Apollodio di Rodi 4,57; in  Giorgio Colli, La sapienza greca, II vol. (Epimenide 8[B26]; Kinkel 237; FHG IV 405; DK 3B14; Rose 258, 274). Presocratica)

## Astronomia
Nel 1935 l'Unione astronomica internazionale ha dato il nome del presunto amante della Luna ad un cratere lunare, cratere Endymion.

## Nella cultura di massa
- Endimione dormiente, dipinto rinascimentale di Giovanni Battista Cima.
- Endymione, antologia rimata rinascimentale del Chariteo.
- Endimione dormiente, statua neoclassica di Canova.
- Endymion, storia fantastica scritta dal romanziere Dan Simmons, il cui titolo è tratto dal poema di Keats.
- Gli Endymion sono un gruppo musicale olandese.
- Il personaggio di Mamoru Chiba è ispirato a Endimione.
- Endymion, Il Mago Maestro è un mostro incantatore del gioco di carte Yu-Gi-Oh!
- Endymion (poema), poema del poeta inglese John Keats.

## Nelle arti

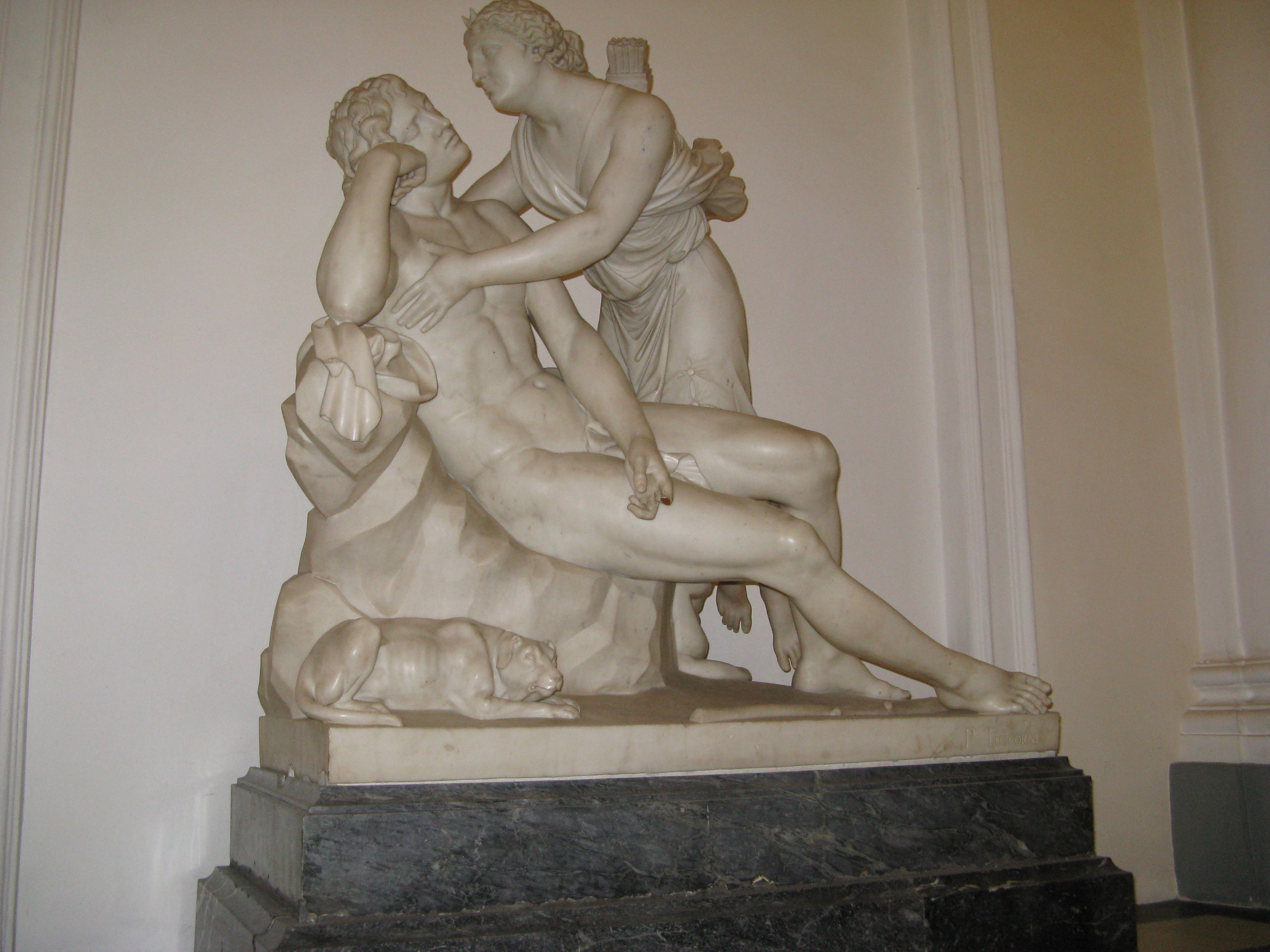
Diana ed Endimione, di Paolo Andrea Triscorni (1757-1833) all'Ermitage.
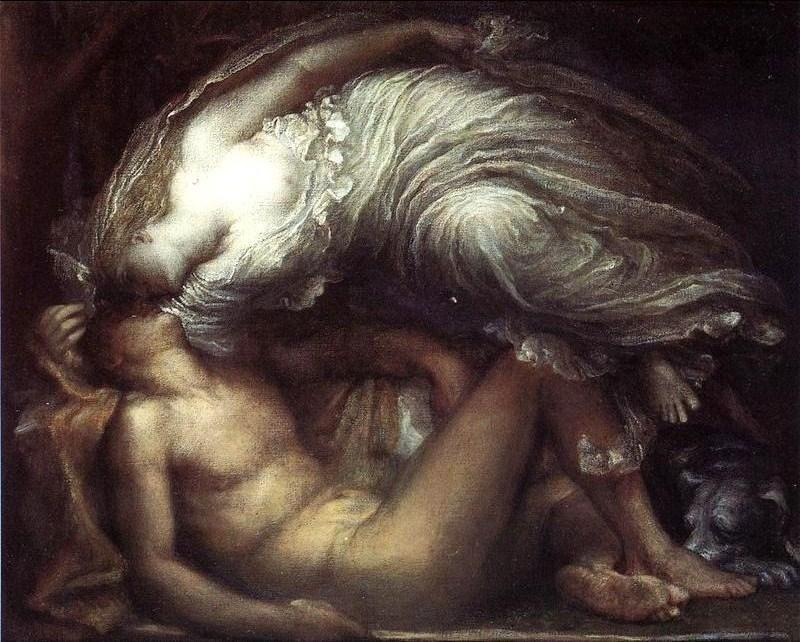
Endimione (1872), di George Frederic Watts.
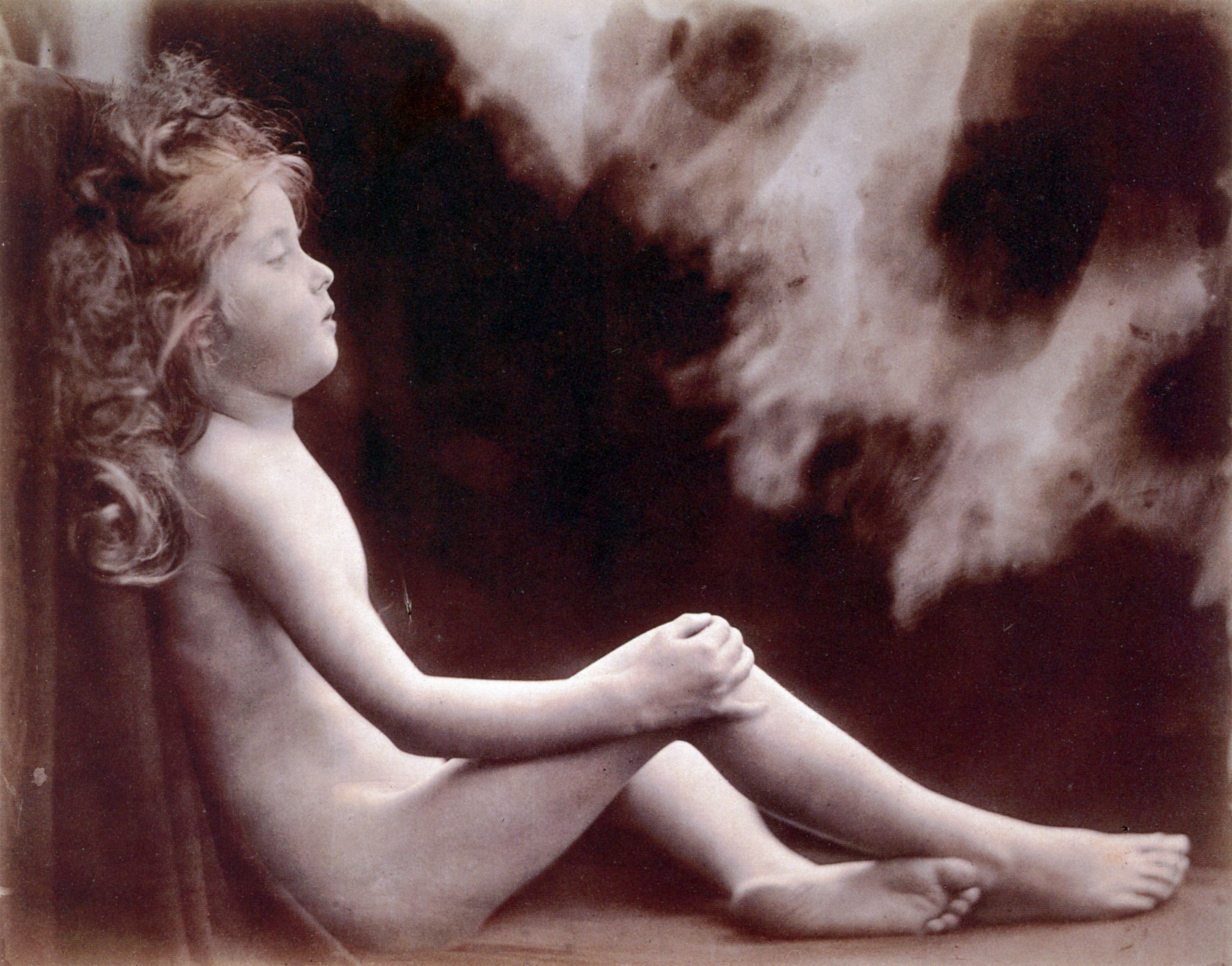
Giovane Endimione (1873), foto di Julia Margaret Cameron.
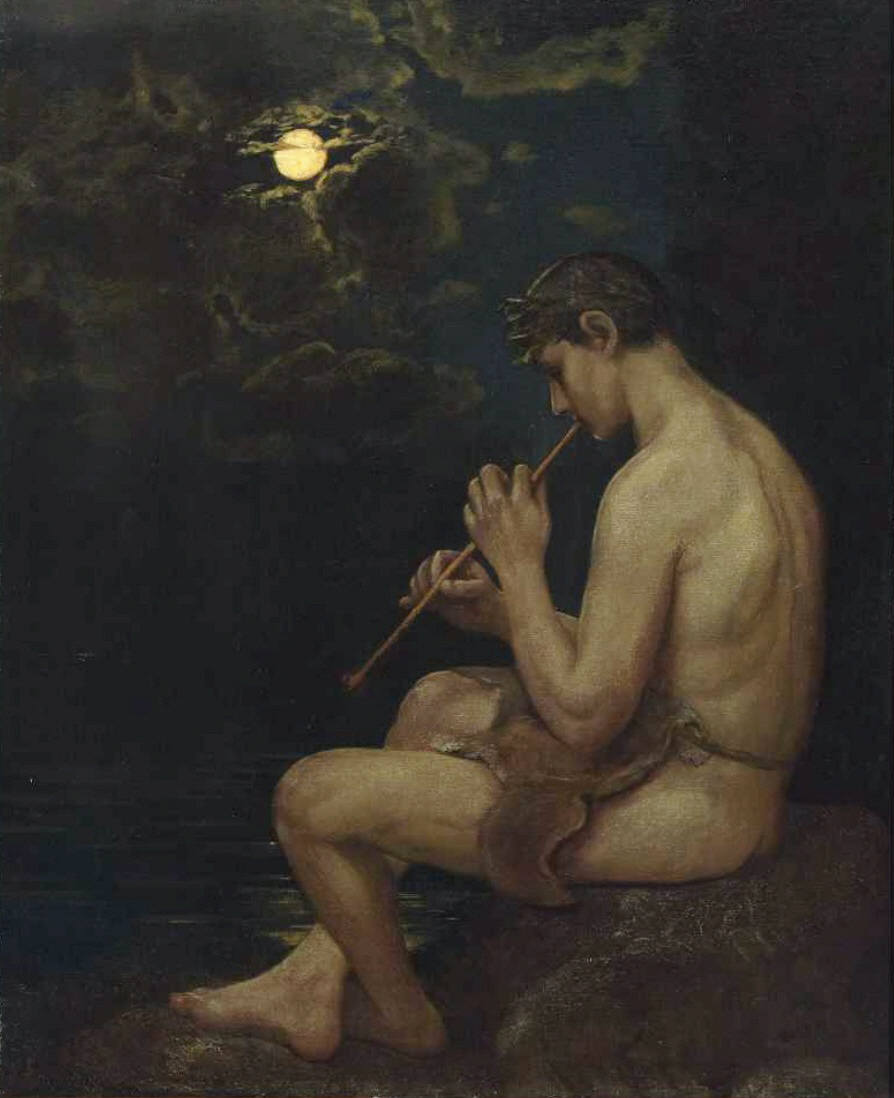
Endimione (1886), di Hans Thoma.
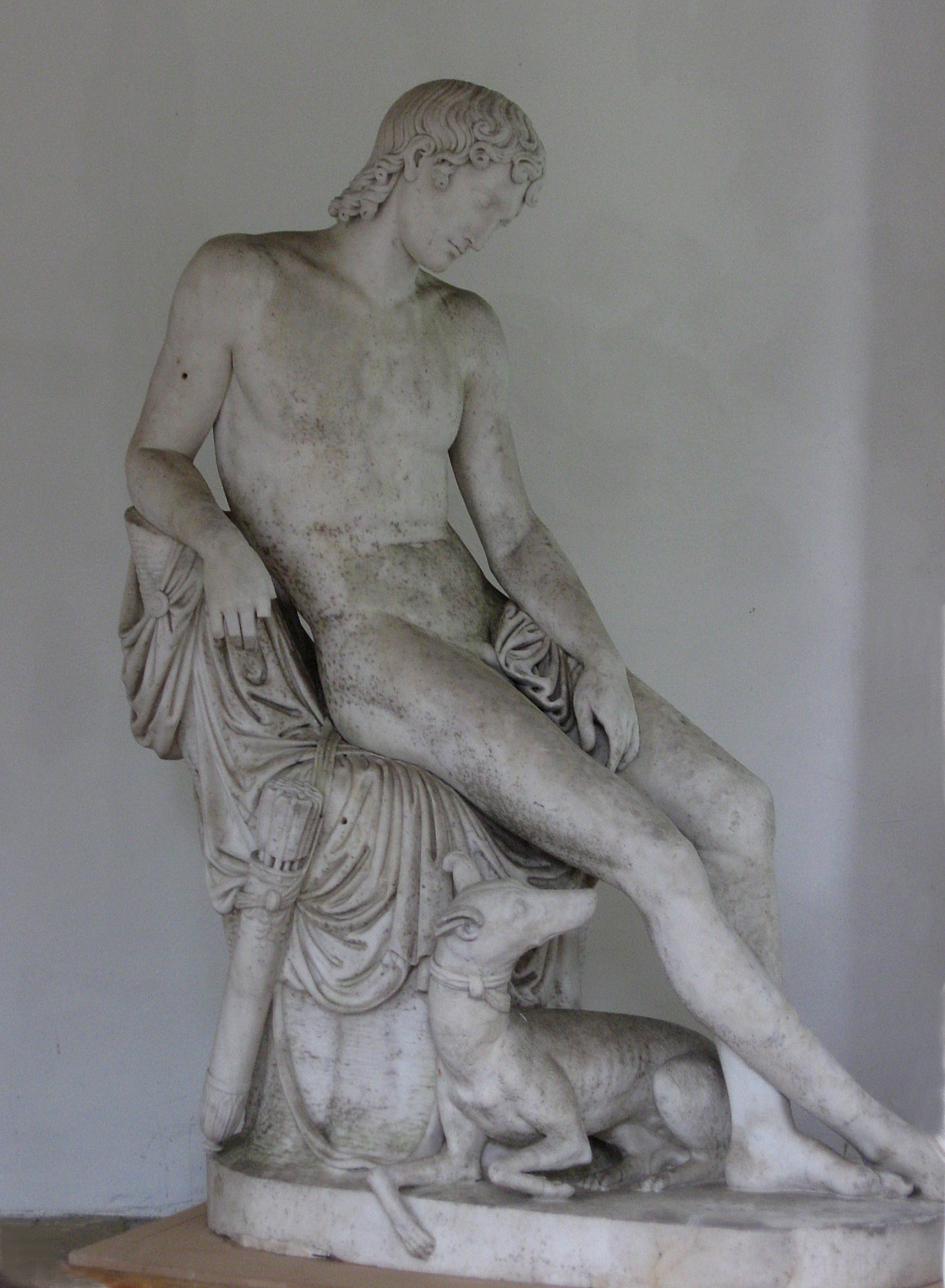
Endimione di Konrad Eberhard.
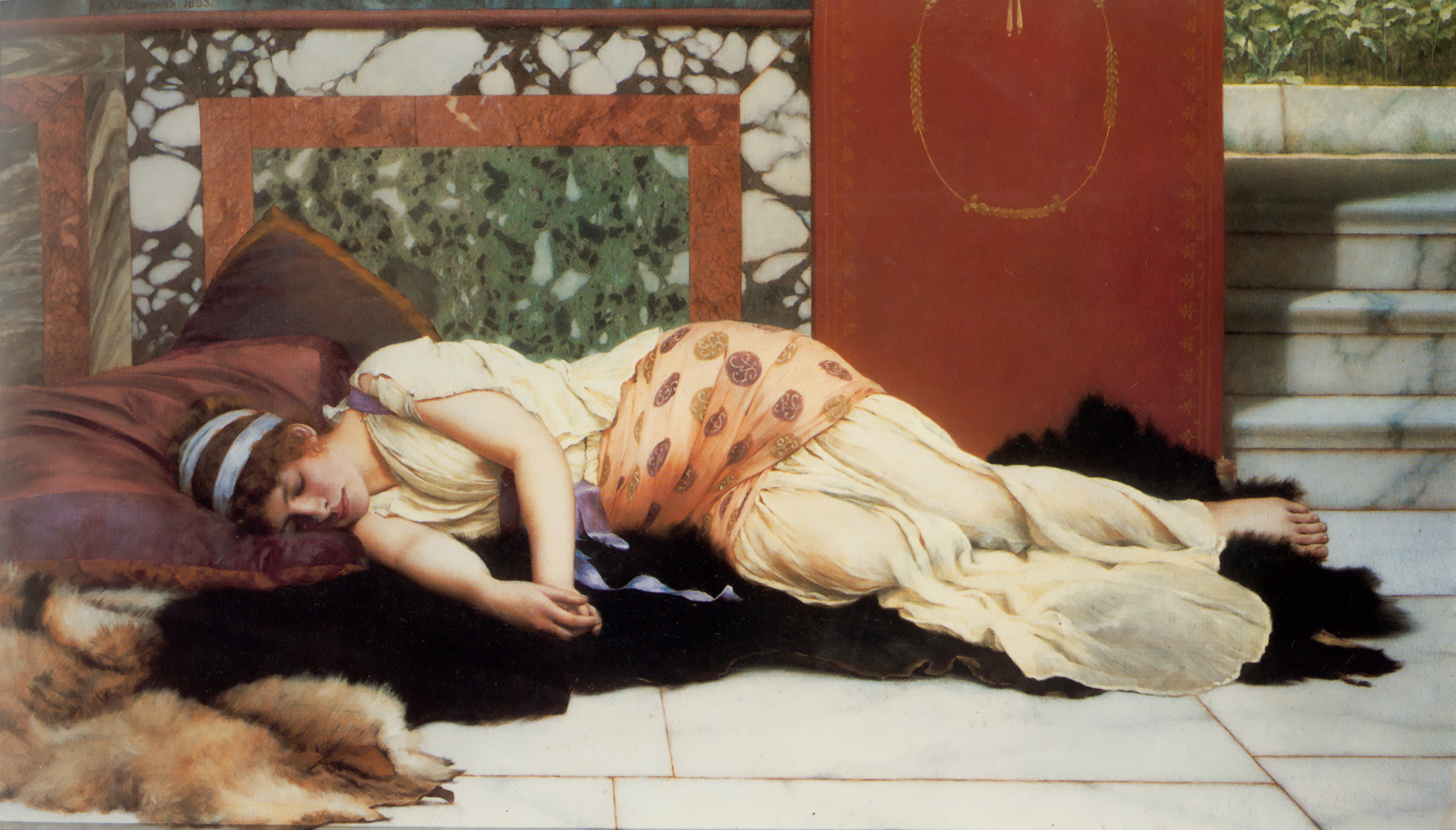
Endimione (1893), di John William Godward.

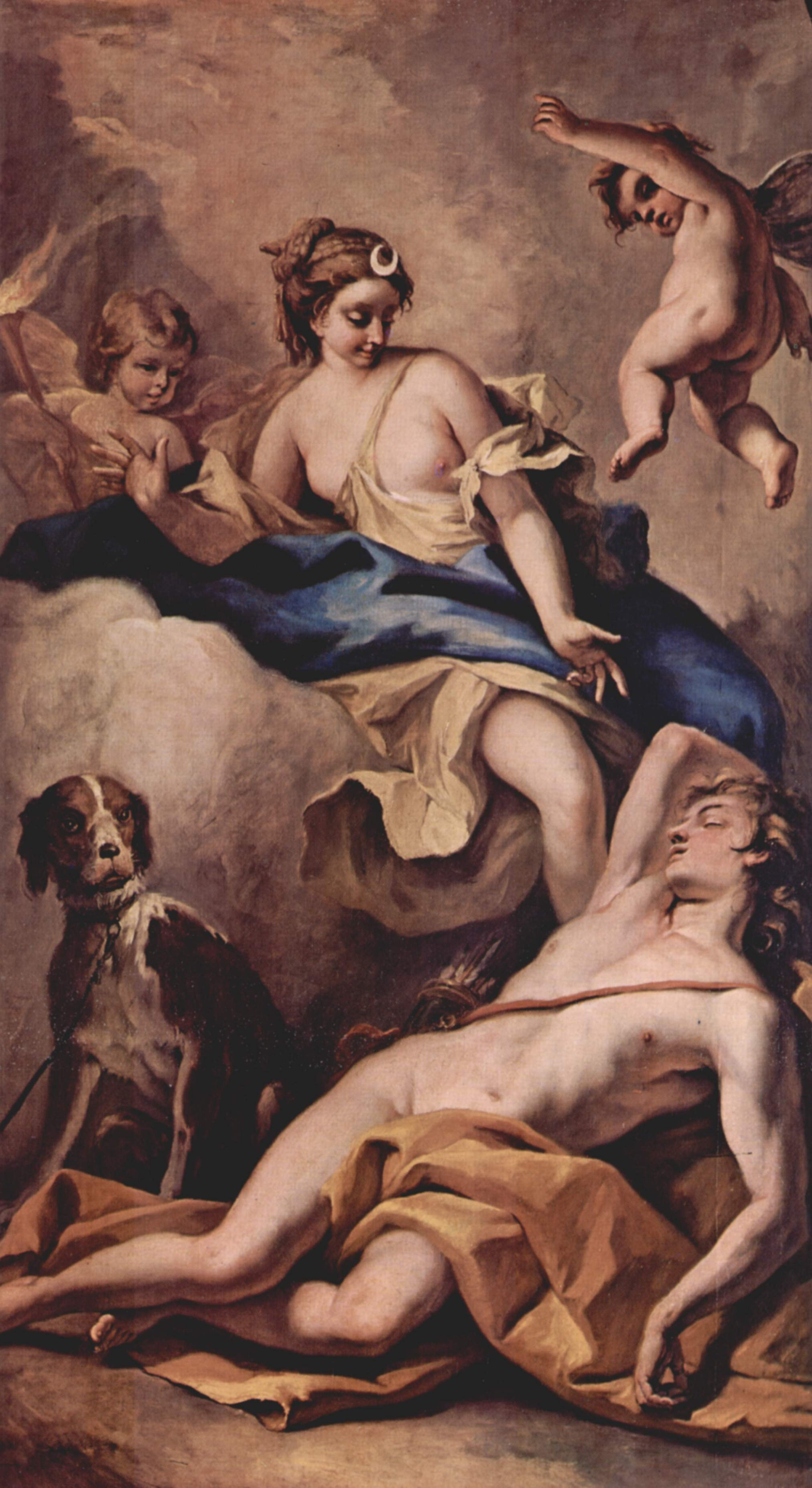
Endimione e Selene (1713), di Sebastiano Ricci.

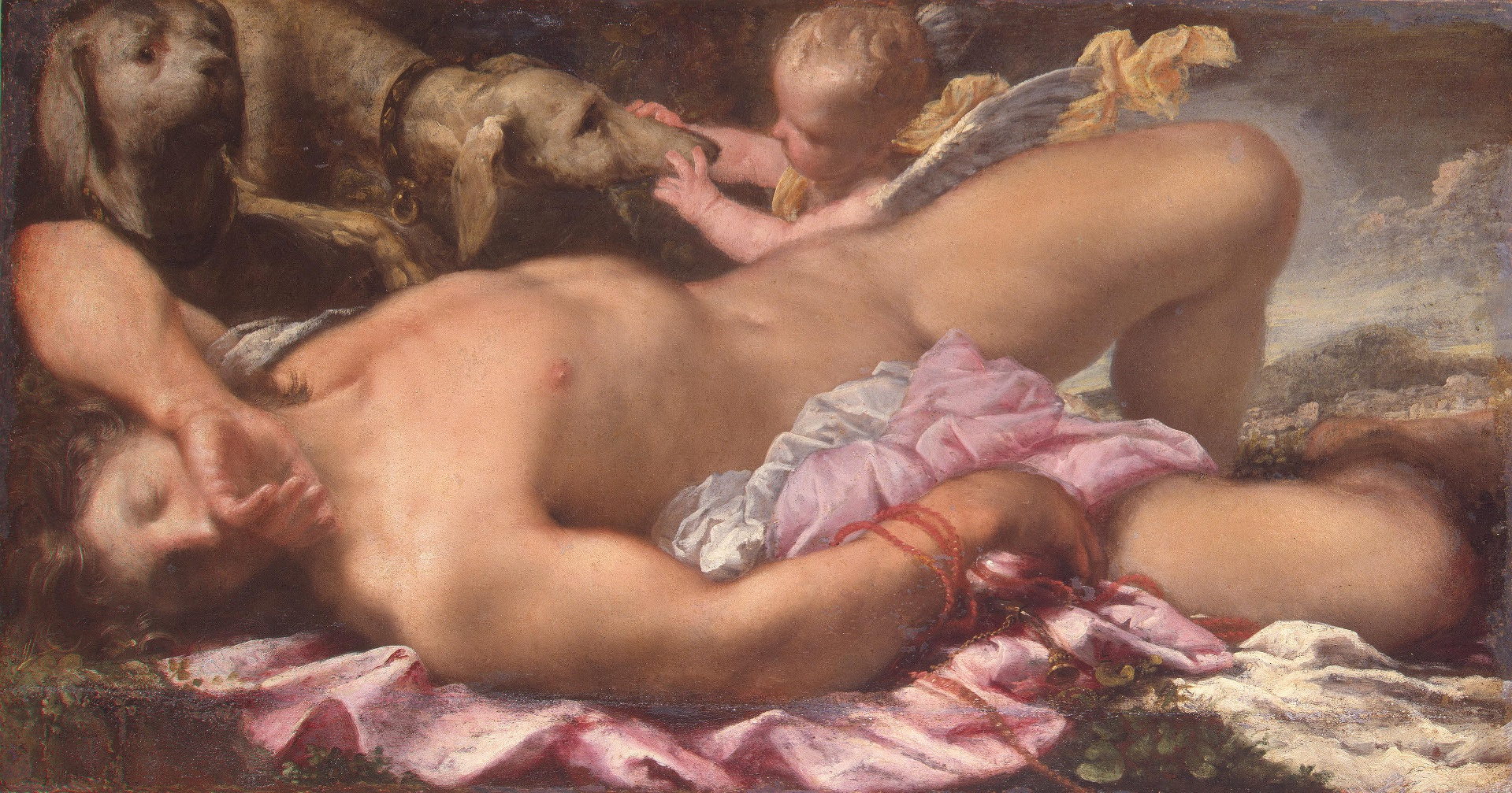
Il sonno di Endimione (XVII secolo), di Pietro Liberi.